# LineageOS
LineageOS (también escrito Lineage OS) es un fork de Android de código abierto para teléfonos inteligentes y tabletas, siendo originariamente una herencia directa de CyanogenMod. De la misma forma que CM, se basa en los lanzamientos de Google para la plataforma de Android, incluyendo código adicional. LineageOS fue creado después de que Cyanogen Inc. cortara todos los lazos con su cofundador Steve Kondik, de tal forma que fue oficialmente lanzado el 24 de diciembre de 2016. El código fuente inicialmente estaba disponible en GitHub. Como ocurre con todas las versiones de Android, las versiones del sistema operativo son específicas para cada modelo. Desde su lanzamiento, las compilaciones de desarrollo de LineageOS están disponibles para 109 modelos de teléfonos con más de 1.7 millones de instalaciones activas, habiendo duplicado su base de usuarios en los meses de febrero a marzo de 2017.
Los desarrolladores de LineageOS decidieron separar su proyecto de CyanogenMod y Cyngn por medio del cambio de marca.

## Antecedentes
CyanogenMod (a menudo abreviado "CM") era un popular sistema operativo de código abierto para teléfonos inteligentes y tabletas, basado en la plataforma móvil Android. Aunque solo un subconjunto del total de usuarios de CyanogenMod eligió informar sobre el uso del firmware, al 23 de marzo de 2015, algunos informes indicaron que más de 50 millones de personas ejecutan CyanogenMod en sus teléfonos[cita requerida]. También fue utilizado con frecuencia como punto de partida por los desarrolladores de otras ROM.
En 2013, el fundador, Stefanie Kondik, obtuvo capital riesgo bajo el nombre Cyanogen Inc. para permitir la comercialización del proyecto. En su opinión, la empresa no aprovechó el éxito del proyecto y en 2016 se fue o se vio obligada a hacerlo como parte de una reestructuración corporativa que implicó un cambio de CEO, cierre de oficinas y proyectos, y cese de servicios. El código en sí, siendo tanto de código abierto como popular, se separó rápidamente con el nuevo nombre LineageOS y los esfuerzos comenzaron a reanudar el desarrollo como un proyecto comunitario.
CyanogenMod ofreció una serie de funciones y opciones que no estaban disponibles en el firmware oficial distribuido por la mayoría de los proveedores de dispositivos móviles. Las funciones admitidas por CyanogenMod incluyen compatibilidad con temas nativos, compatibilidad con códec de audio FLAC, una gran lista de nombres de puntos de acceso, Privacy Guard (aplicación de administración de permisos por aplicación), compatibilidad con el anclaje a través de interfaces comunes, overclocking de CPU y otras mejoras de rendimiento, acceso root, software botones y otros "ajustes de la tableta", alterna en el menú desplegable de notificaciones (como Wi-Fi, Bluetooth y navegación por satélite) y otras mejoras de la interfaz. Muchas de las funciones de CyanogenMod se integraron posteriormente en la base de código oficial de Android. Los desarrolladores de CyanogenMod dijeron que no contenía spyware ni bloatware. También se dijo que CyanogenMod funciona mejor y es más confiable que las versiones oficiales de firmware.

## Desarrollo
Al igual que CyanogenMod, el proyecto LineageOS es desarrollado por muchos encargados de mantenimiento de dispositivos específicos y utiliza Gerrit para su proceso de revisión de código. También conservó el formato de control de versiones anterior (por ejemplo, Android 7.1 es LineageOS 14.1).
Antes del lanzamiento oficial de LineageOS, muchos desarrolladores de XDA ya habían desarrollado versiones no oficiales de LineageOS a partir del código fuente.
- El 22 de enero de 2017, las primeras versiones oficiales 14.1 y 13.0 comenzaron a estar disponibles, luego del anuncio oficial en una publicación de blog.
- El 11 de febrero de 2018, se detuvieron las compilaciones 13.0, mientras que el código fuente permanece disponible y las correcciones de seguridad aún se aceptan en Gerrit.
- El 26 de febrero de 2018, las primeras compilaciones oficiales 15.1 comenzaron a estar disponibles en ciertos dispositivos, luego del anuncio oficial en una publicación de blog. Las versiones 14.1 de Lineage OS debían permanecer en desarrollo activo, pero sin avances en las funciones.
- El 24 de febrero de 2019, se detuvieron las compilaciones 14.1 y las compilaciones 15.1 pasaron a una cadencia semanal
- El 1 de marzo de 2019, las primeras versiones oficiales 16.0 comenzaron a estar disponibles, luego del anuncio oficial. La rama 15.1 permanece en desarrollo activo, pero sin avances en las funciones.
- El 28 de febrero de 2020, las compilaciones 15.1 se detuvieron en preparación para la versión 17.1.
- El 1 de abril de 2020, las primeras compilaciones 17.1 comenzaron a estar disponibles, luego del anuncio oficial. Las compilaciones 16.0 se mueven a una cadencia semanal mientras la rama permanece en desarrollo activo, pero sin avances en las funciones.
- El 1 de abril del 2021, las primeras compilaciones de Lineage 18.1 comenzaron a estar disponibles, y se mantienen las compilaciones semanales (o conocidas como Weekly), exactamente como en 17.1.
- El 31 de diciembre de 2022, las primeras compilaciones de Lineage 20 comienzan a estar disponibles.

Todas las compilaciones publicadas están firmadas con las claves privadas de LineageOS.
Las compilaciones se lanzaron semanalmente hasta el 12 de noviembre de 2018, cuando el ciclo de lanzamiento de los dispositivos cambió: la última rama de LineageOS se crea a diario, y los dispositivos reciben una actualización OTA "nocturna", mientras que los dispositivos de la rama anterior se trasladan a una ciclo de lanzamiento.

## Comunidad
LineageOS permite que la comunidad se involucre en el desarrollo de varias formas. Gerrit se utiliza para el proceso de revisión de código tanto del sistema operativo como de la infraestructura.
La wiki, que contiene información sobre la instalación, soporte y desarrollo de LineageOS, también está abierta a contribuciones a través de Gerrit. Otras plataformas de Lineage incluyen Crowdin para administrar traducciones, publicaciones en Gitlab para el seguimiento de errores y una página de estadísticas, que muestra la cantidad de instalaciones activas de los usuarios que optan por informar esta estadística. También hay un subreddit oficial (r/lineageos) y dos canales de IRC alojados en Freenode (#lineageos y # lineageos-dev).
Los foros de desarrolladores de XDA han sido utilizados por miembros de la comunidad Lineage desde el primer inicio del software, muchos dispositivos no son compatibles con versiones oficiales, por lo que los miembros de la comunidad desarrollan sus propias ROM no oficiales que permiten que los teléfonos más antiguos usen Lineage. Estos lanzamientos no oficiales a menudo se incluyen con software destinado a ayudar a la experiencia del usuario que de otro modo no se vería en un lanzamiento oficial. También vienen con errores conocidos y problemas de seguridad que pueden no verse en las versiones oficiales.
Durante agosto de 2017, el equipo de LineageOS realizó una Encuesta de Verano en la que pidieron a los usuarios comentarios para mejorar el desarrollo del sistema operativo. Los resultados se publicaron en octubre y, según el equipo, utilizaron los datos recopilados para mejorar la próxima versión de LineageOS 15. La segunda encuesta de verano se realizó en agosto de 2018.
Como respuesta a una de las principales sugerencias recibidas durante su primera encuesta pública, LineageOS lanzó una sección en su blog titulada "Blog de ingeniería de LineageOS" donde los mantenedores y desarrolladores de Lineage pueden contribuir con artículos sobre información técnica avanzada relacionada con el desarrollo de Android.
LineageOS también es conocido por publicar una "revisión regularmente irregular" en su blog en la que se discute el desarrollo activo del trabajo.

## Versiones
| Versión                                                                                     | Versión AOSP           | Lanzamiento Primera Compilación | Lanzamiento Última Compilación | Ref.            |
| ------------------------------------------------------------------------------------------- | ---------------------- | ------------------------------- | ------------------------------ | --------------- |
| 13.0                                                                                        | 6.0.1 (Marshmallow)    | 22 de enero de 2017             | 11 de febrero de 2018          | (Importar ref.) |
| 14.1                                                                                        | 7.1.2 (Nougat)         | 22 de enero de 2017             | 24 de febrero de 2019          | (Importar ref.) |
| 15.1                                                                                        | 8.1.0 (Oreo)           | 26 de febrero de 2018           | 28 de febrero de 2020          | (Importar ref.) |
| 16.0                                                                                        | 9.0.0 (Pie)            | 1 de marzo de 2019              | 16 de febrero de 2021          | (Importar ref.) |
| 17.1                                                                                        | 10 (Quince Tart)       | 1 de abril de 2020              | 16 de febrero de 2022          | (Importar ref.) |
| 18.1                                                                                        | 11 (Red Velvet Cake)   | 1 de abril de 2021              | 5 de marzo de 2024             | (Importar ref.) |
| 19.1                                                                                        | 12.1 (Snow Cone)       | 26 de abril de 2022             | 12 de noviembre de 2023        | (Importar ref.) |
| 20                                                                                          | 13 (Tiramisu)          | 31 de diciembre de 2022         | 31 de diciembre de 2024        | (Importar ref.) |
| 21                                                                                          | 14 (Upside Down Cake)  | 14 de febrero de 2024           | (Actual)                       | (Importar ref.) |
| 22.2                                                                                        | 15 (Vanilla Ice Cream) | 31 de diciembre de 2024         | (Actual)                       | (Importar ref.) |
| Leyenda:Versión antiguaVersión antigua, con soporte técnicoÚltima versiónLanzamiento futuro |                        |                                 |                                |                 |

## Aplicaciones preinstaladas
LineageOS incluye muchas aplicaciones esenciales y útiles, pero al igual que su predecesor, CyanogenMod, está libre de software innecesario a menudo preinstalado por el fabricante o el proveedor de un teléfono que se considera bloatware.
Actual
- AudioFX: optimizador de audio con ajustes preestablecidos para alterar la experiencia auditiva.
- Navegador: un navegador ligero que se basa en System Webview,[8] para dispositivos de gama baja, también conocido como Jelly.
- Calculadora: se asemeja a una calculadora de cuatro funciones y ofrece algunas funciones más avanzadas.
- Calendario: funcionalidad de calendario con vistas de día, semana, mes, año o agenda.
- Cámara: dependiendo de la especificación del dispositivo, se tomarán videos o fotos, incluso panorámicas. También se puede utilizar para leer códigos QR. Esta aplicación también se conoce como Snap.
- Reloj: reloj mundial, temporizador de cuenta atrás, cronómetro y alarmas.
- Contactos: agenda telefónica para números y direcciones de correo electrónico.
- cLock: un widget del tiempo.
- Correo: cliente de correo electrónico que maneja POP3, IMAP y Exchange.
- Archivos: un administrador de archivos simple para mover, copiar y cambiar el nombre de archivos en el almacenamiento interno o en la tarjeta SD.
- FlipFlap: una aplicación para fundas plegables inteligentes, solo se incluye en dispositivos seleccionados.
- Radio FM: una aplicación para escuchar transmisiones de radio FM, incluida en dispositivos con un sintonizador de FM.
- Galería: organice fotos y videos en una línea de tiempo o álbumes para verlos fácilmente.
- Mensajería: una aplicación de mensajería MMS / SMS.
- Música: un reproductor de música simple, también conocido como Once.
- Teléfono: para realizar llamadas: incluye marcación rápida, búsqueda de números de teléfono y bloqueo de llamadas.
- Grabadora: una grabadora de pantalla y / o sonido.
- Trebuchet: un lanzador personalizable.
- Terminal: una aplicación de terminal simple y estándar.

Anteriores
- Gello: un navegador basado en Chromium y desarrollado por CyanogenMod. Esta aplicación ahora es reemplazada por Jelly.
- Proveedor meteorológico de Yahoo: un proveedor meteorológico
- WeatherUnderground Weather Provider: un proveedor meteorológico
- Temas: originalmente una aplicación en sí misma, ahora integrada en la aplicación de configuración.
- Aunque no están incluidos en LineageOS como tales debido a problemas legales, los usuarios pueden actualizar las aplicaciones normales de Google, incluidas Google Play Store y Play Apps, con un paquete ZIP, generalmente denominado gapps, mientras instalan LineageOS.

## Características especiales
LineageOS ofrece varias características que Android Open Source Project (AOSP) no incluye. Algunas de estas características son:

#### Funciones de personalización
- Personalización de botones: establezca una ubicación personalizada para los botones en la barra de navegación o habilite los botones en pantalla para dispositivos con botones de hardware.
- Mosaicos de configuración rápida personalizados: los mosaicos de configuración rápida como "Cafeína" evitan que el dispositivo entre en suspensión, habilitan / deshabilitan las notificaciones Heads Up, "Pantalla ambiental" y "ADB a través de la red" están presentes para alternar fácilmente las configuraciones de acceso frecuente.
- LiveDisplay: ajusta la temperatura del color según la hora del día.
- Personalización de la pantalla de bloqueo: la pantalla de bloqueo permite todo tipo de personalizaciones, incluida la portada multimedia, un visualizador de música y tocar dos veces para dormir.
- Estilos: establezca un modo de tema global oscuro o claro y personalice los colores de acento. Esta funcionalidad también puede ser administrada automáticamente por el sistema según el fondo de pantalla o la hora del día (en línea con LiveDisplay).
- Perfiles del sistema: habilite o deshabilite la configuración común según el perfil seleccionado (por ejemplo, un perfil "Inicio" y un perfil "Trabajo"). El perfil se puede seleccionar manualmente o mediante el uso de un "disparador", como al conectarse a un punto de acceso WiFi específico, conectarse a un dispositivo Bluetooth o tocar una etiqueta NFC.
- Tamaños de patrón personalizados: además del tamaño de patrón 3x3 de Android, se puede usar un tamaño 4x4, 5x5 o 6x6.

Funciones de seguridad y privacidad
- Codificación de PIN: para los usuarios que protegen su dispositivo con un PIN, el diseño se puede codificar cada vez que el dispositivo se bloquea para que sea difícil para las personas descubrir su bloqueo mirando por encima del hombro.
- Protección de privacidad: permite al usuario ajustar los permisos que se otorgan a cada aplicación. Para algunos permisos, es posible establecer una aprobación manual cada vez que se solicita el permiso. También es posible averiguar con qué frecuencia las aplicaciones usan un permiso específico. Esta función se eliminó en la rama 17.1 a favor de un "controlador de permisos" equivalente basado en una función AOSP oculta.
- Aplicaciones protegidas: oculte aplicaciones específicas detrás de un candado seguro. Esto funciona de la mano con Trebuchet; El icono de la aplicación se elimina del lanzador y se pueden crear "carpetas seguras" para acceder fácilmente a estas aplicaciones. Se utiliza un patrón para bloquear estas aplicaciones.
- Algunos "números confidenciales", como los números de soporte de abuso, no se incluyen en el registro de llamadas por motivos de privacidad.
- Confianza: ayuda a mantener el dispositivo seguro y protege la privacidad.

Desarrolladores y funciones de usuario avanzado
- LineageSDK: un conjunto de API para que los desarrolladores de aplicaciones integren sus aplicaciones con características específicas de LineageOS, como perfiles del sistema, estilos y clima.
- Lineage Recovery: una recuperación basada en AOSP para dispositivos con un sistema de tipo A / B.
- (Opcional) Root: permite que las aplicaciones funcionen con acceso de root para realizar tareas avanzadas. Esto requiere flashear desde Recovery, ya sea el complemento raíz de LineageOS o una implementación de terceros como Magisk o SuperSU.
- Grabador de llamadas telefónicas, no disponible en todos los países debido a restricciones legales.
- Proveedores de tiempo: muestre el tiempo en widgets o aplicaciones usando un proveedor de tiempo. Esta funcionalidad no está incluida de forma predeterminada; Se debe descargar un proveedor meteorológico del sitio web de descargas de LineageOS. Los desarrolladores de aplicaciones pueden crear proveedores y consumidores de datos meteorológicos.

## Interfaz Trust
A medida que LineageOS evolucionó a través del desarrollo, se introdujo la interfaz Trust para todas las compilaciones de LineageOS 15.1 lanzadas desde el 12 de junio de 2018. La interfaz se puede encontrar en dispositivos compatibles en la pestaña Seguridad y privacidad en la opción Configuración, y permite al usuario "obtener una descripción general del estado de las funciones de seguridad básicas y explicaciones sobre cómo actuar para asegurarse de que el dispositivo sea seguro y los datos privados ".
Además, mientras se realiza cualquier acción en el dispositivo, se muestra el icono de confianza, notificando al usuario que la acción es segura.

## Dispositivos soportados
La cantidad de dispositivos admitidos por LineageOS ha aumentado con el tiempo, con 127 para v16 y v17.1 a partir del 1 de mayo de 2020. Las versiones oficiales de las ramas de desarrollo admitidas actualmente se etiquetan como "nightly", "weekly" o "monthly". Durante los primeros dos meses del proyecto, también se produjeron compilaciones experimentales paralelas, lo que permitió actualizaciones en el sitio de instalaciones anteriores de CyanogenMod y facilitó la migración a LineageOS.

## Críticas y recepción
Inocentada de 2018
LineageOS fue criticado por una broma engañosa de April Fools incluida con algunas compilaciones de abril de 2018.

Durante la primera semana de abril de 2018, LineageOS lanzó nuevas compilaciones con la broma "LOSGenuine" que informaba a los usuarios inconscientes de la posible falsificación del software a través de una notificación persistente (que no podía deshabilitarse a menos que el usuario ejecutara el siguiente comando en un shell raíz):
```
setprop
 
persist.lineage.nofool
 
true

```

Cuando se pulsó la notificación, el software afirmó que el dispositivo no estaba "certificado" y necesitaba extraer "LOSCoins", que eran una moneda virtual y en realidad no se podían gastar. Las compilaciones afectadas también tenían una aplicación "Wallet" preinstalada que mostraba el saldo actual de LOSCoins.
Muchos usuarios confundieron la broma con malware real y, según los informes, otros la encontraron de "mal gusto". Fue especialmente criticado por llegar demasiado "tarde" para una broma de April Fool, ya que muchos usuarios no recibieron la actualización hasta días después, haciendo que la broma sea menos obvia. El 10 de abril de 2018, el director del equipo de LineageOS, ciwrl, emitió una disculpa oficial por la broma engañosa.

## Forks
Replicant es una variante completamente libre de LineageOS, con todos los «blobs» del kernel y los controladores no libres eliminados.
Como respuesta al rechazo por varias razones de soporte para la suplantación de firmas en las versiones oficiales, se creó una bifurcación de LineageOS con los servicios de microG incluidos, conocida como «LineageOS para microG». El proyecto incluye compilaciones personalizadas de LineageOS con el parche requerido y soporte nativo de F-Droid, junto con la reimplementación gratuita del proyecto microG de Gapps patentados. En otros aspectos, sigue el flujo ascendente, enviando actualizaciones OTA cada siete días.
/e/ es una bifurcación de LineageOS creada por Gaël Duval con la intención de estar «libre de Google». Reemplaza Google Play Services con microG, una implementación gratuita y de código abierto de las API de Google.